# Нагніт лазера
На́гніт (напомповування) — процес створення нерівноважного стану речовини під дією електромагнітних полів, при зіткненнях із зарядженими або нейтральними частинками, при різкому охолодженні попередньо нагрітих газових мас тощо. Нагніт переводить речовину зі стану термодинамічної рівноваги в активний стан (з інверсією заселеності), у якому вона може підсилювати й генерувати електромагнітні хвилі.

## Оптичний нагніт
Оптичний нагніт лазера потребує наявність джерела світла, оптичної системи для концентрації цього світла на робочому тілі лазера і власне робочого тіла лазера. Тип лампи і робоче тіло лазера повинні підходити один одному за спектрами випромінювання і поглинання відповідно. Як джерело світла зазвичай застосовують:
- електролампи з високим ККД (дугові, газорозрядні (в тому числі ексілампи));
- напівпровідникові джерела світла (світлодіоди або інші лазери);
- сонячне світло;

Оптичний нагніт лазера, як правило, проводиться збоку робочого середовища лазера. Лазери найчастіше твердотільні (представлені у вигляді стрижня з кристала або активованого домішками скла) або лазери на барвниках (у вигляді рідкого розчину барвника в скляній трубці або струменя розчину барвника («поперечний нагніт»)). Для найбільш ефективного використання енергії випромінювання, лампа і активне середовище містяться в порожнині із дзеркальною поверхнею, яка направляє більшу частину світла лампи на робоче середовище. Для потужних лазерів з ламповим нагнітом передбачається рідинне охолодження. Напівпровідникові світловипромінювальні прилади монтуються на тепловідводі.
Нагніт лазера випромінюванням іншого лазера застосовується коли спектр або потужність випромінювання необхідного лазера не збігається з доступними лазерами. У такому випадку підбирається пара з доступного лазера і робочого тіла. Лазер освітлює робоче тіло в своєму спектрі випромінювання, а робоче тіло випромінює в необхідному діапазоні. Потужність випромінювання збільшують, опромінюючи робоче тіло кількома малопотужними лазерами. Різновид таких лазерів (твердотільний лазер з діодним нагнітом) отримав поширення у вигляді лазерних указок різноманітних кольорів. Нагніт лазером (а не звичайним світлодіодом) спрощує систему фокусування випромінювання нагніту на робочому тілі, зменшуючи габарити й збільшуючи ККД конструкції. У промисловості поширені потужні волоконні лазери на аналогічному принципі.